# Lauriane Lamperim
Lauriane Lamperim, née le 14 octobre 1992 à Courcouronnes, est une tumbleuse et surfeuse française.

## Biographie
Elle est médaillée de bronze aux Championnats du monde de trampoline 2011 à Birmingham dans l'épreuve féminine de tumbling par équipe avec Mathilde Millory et Jessica Courrèges-Clercq
Gravement blessée au dos lors d'un entraînement en 2013, Lauriane a subi deux interventions chirurgicales. 
En 2015, elle fait son retour en équipe de France.
Elle est médaillée de bronze aux Championnats du monde de trampoline 2017 à Sofia dans la même épreuve avec Marie Deloge, Émilie Wambote et Léa Callon ; ce quatuor français est aussi médaillé de bronze aux Championnats d'Europe de trampoline 2016 et aux Championnats d'Europe de trampoline 2018.
Après dix années en équipe de France, Lauriane met un terme à sa carrière de haut niveau en 2018 pour se consacrer au surf. 
Titulaire d'un diplôme d'état de kinésithérapeute, elle écrit le livre Renaissance aux Éditions Amphora, qui retrace son parcours.

## Résultats
| Résultat           | Date | Épreuve             | Catégorie | Compétition                              | Ville hôte                     |
| ------------------ | ---- | ------------------- | --------- | ---------------------------------------- | ------------------------------ |
| 11                 | 2010 | Tumbling par équipe | Femmes    | Championnats du monde de trampoline 2010 | Metz, en France                |
| 5                  | 2010 | Tumbling individuel | Femmes    | Coupe du monde de trampoline 2010        | Loulé, en Portugal             |
| 5                  | 2011 | Tumbling individuel | Femmes    | Coupe du monde de trampoline 2011        | Saint-Petersburg, en Russie    |
| 8                  | 2011 | Tumbling individuel | Femmes    | Coupe du monde de trampoline 2011        | Wuxi, en Chine                 |
| Médaille de bronze | 2012 | Tumbling en équipe  | Femmes    | Championnats du monde de trampoline 2011 | Birmingham, en Grande-Bretagne |
| 6                  | 2012 | Tumbling individuel | Femmes    | Championnats d'Europe de trampoline 2012 | Saint-Petersburg, en Russie    |
| 4                  | 2012 | Tumbling individuel | Femmes    | Coupe du monde de trampoline 2012        | Sofia, en Bulgarie             |
| 5                  | 2013 | Tumbling individuel | Femmes    | Jeux mondiaux de 2013-Trampoline         | Cali, en Colombie              |
| 6                  | 2013 | Tumbling individuel | Femmes    | Coupe du monde de trampoline 2013        | Loulé, en Portugal             |
| Médaille de bronze | 2016 | Tumbling en équipe  | Femmes    | Championnats d'Europe de Tumbling 2016   | Valladolid, en Espagne         |
| Médaille de bronze | 2017 | Tumbling en équipe  | Femmes    | Championnats du monde de trampoline 2017 | Bulgarie                       |
| Médaille de bronze | 2018 | Tumbling en équipe  | Femmes    | Championnats d'Europe de trampoline 2018 | Bakou, en Azerbaïdjan          |